# José Hélio Rodriguez Filho
Pas d'image ? Cliquez ici
José Hélio Gonçalves Rodrigues Filho, né le 16 mars 1979 à São Paulo est un pilote de moto brésilien, pratiquant principalement le rallye-raid.

## Palmarès

### Principales victoires
- Rallye dos Sertões
  - Vainqueur en 1999, 2003, 2007, 2008, 2009 et 2012

## Rallye Dakar
- 2012 : 19e
- 2011 : abandon à l'étape 12
- 2009 : 12e